# Eupodotis
Eupodotis là một chi chim trong họ Otididae.